# Fredrik von Schantz
Fredrik Hippolite von Schantz, född 13 juli 1829 i Stockholm, död 10 november 1864 i en olyckshändelse utanför Godahoppsudden, var en svensk sjökapten och amatörkonstnär.

En skärgårdsidyll, en miniatyrakvarell (9,1× 5,0 cm) från Stockholms inre skärgård, från 1851.

Han var son till majoren Johan Carl von Schantz och dennes franskfödda hustru Amelie Judith, född le Noble. Vid sin död var han anställd som förstestyrman på fullriggaren L.A. Bång.  Någon klarhet över hur olyckan gått till har inte gått att fastställa. Märkligt nog saknas en sjöförklaring och rapporten med sjöförhöret lämnar mycket i övrigt att önska.
Vid sidan av sin profession som sjöbefäl utförde von Schantz miniatyrakvareller samt en del porträtt i gouache och akvarell, varav flera finns deponerade i SPA-Svenska Porträttarkivet hos Nationalmuseum.

### Tryckta och digitala källor
- Svenskt konstnärslexikon del V sid 54, Allhems Förlag, Malmö. Libris 8390296
- Schönbeck, Gerhard (2021): "Mannen som försvann – Märkliga upptäckter i Fredrik Hippolyte von Schantz kölvatten". Egenutgivning, 528 sidor. ISBN 978-91-639-8296-5.
- Konstnärslexikonett Amanda, https://www.lexikonettamanda.se
- F.H. von Schantz blogg, https://hippolytes.blog